# Transmission Oerlikon

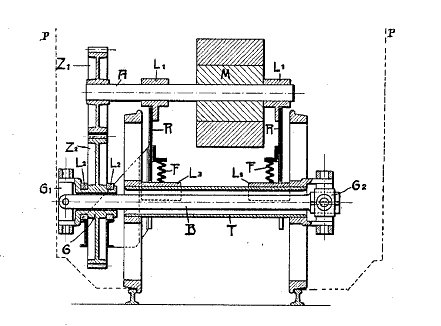
Transmission Oerlikon,
Version avec cardan comme sur la SBB Fb 2/5
(Dessin d'un brevet américain)

La Transmission Tschanz ou Transmission Oerlikon  est un système d'entraînement d'essieu entièrement suspendu pour locomotives électriques du nom de son inventeur Otto Tschanz. Aussi nommé d'après l'usine de machines d'Oerlikon.

## Caractéristiques

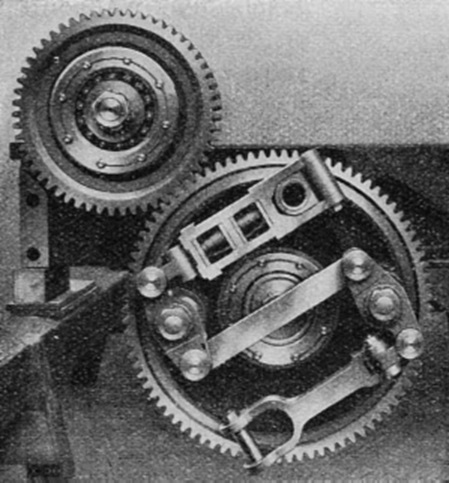
Transmission Tschanz ouverte avec accouplement par cardan, comme sur la BCe 2/5 du BTB

Le transmission Tschanz est une transmission entièrement suspendue. Le moteur de traction est fixé à la caisse de la locomotive, la transmission se fait via un système d'engrenages qui s'étend sur le côté de l'essieu jusqu'à l'axe de l'essieu. À cet égard, elle est similaire à la transmission Buchli : dans les locomotives qui l'utilisaient, les essieux moteurs étaient montés à l'intérieur et l'entraînement agissait d'un côté depuis l'extérieur.
Dans la version SBB Fb 2/5, un arbre à cardan traverse l'axe de l'essieu, qui est creux, il est relié de manière mobile du côté opposé  (voir illustration ci-dessus).
La transmission dans la BTB BCe 2/5 a été simplifiée. La grande roue, également située à l'extérieur, était reliée au disque de roue par un accouplement mobile radialement (voir illustration ci-contre). L'axe de l'essieu ne devait plus nécessairement être creux.
Tschanz a utilisé un rapport de démultiplication à deux niveaux. En raison de la masse supplémentaire, son entraînement était plus lourd que la Transmission Buchli développé à la même époque ne parvint donc pas à s'imposer. La comparaison fut effectuée directement grâce à une installation parallèle dans deux locomotives d'essai.

## Locomotives avec transmission Tschanz
| Pays   | Société Ferroviaire | Série    | Nombre | Année de construction | Fabricant                  | Disposition essieux | Utilisation | Image |
| ------ | ------------------- | -------- | ------ | --------------------- | -------------------------- | ------------------- | --- | ----- |
| Suisse | SBB                 | Fb 2/5   | 1      | 1918                  | SLM, BBC                   | 1’(1Bo)1’           | Locomotive prototype – un essieu avec transmission Tschanz à axe creuse, un essieu avec transmission Buchli-, troisième essieu sans transmission |       |
| Suisse | BTB                 | BCe 2/5  | 2      | 1921                  | SIG, SLM, MFO              | B1’2’ [B1 2’]       | Automotrice pour Courant triphasé 750 V à 40 Hz                                                                                                  |       |
| Suisse | CFF                 | Ae 4/8   | 1      | 1922                  | SLM, BBC                   | (1’Bo1’)(1’Bo1’)    | Locomotive de test – une moitié du véhicule avec transmission Tschanz-Antrieb simplifié, l'autre avec transmission Buchli                        |       |
| France | PLM                 | 242 BE 1 | 1      | 1925                  | Batignolles-Châtillon, MFO | (2’Bo)(Bo2’)        | Locomotive de test pour 1500 V continu |       |
| France | PLM                 | 262 AE   | 4      | 1929–1930             | Batignolles-Châtillon, MFO | (2’Co)(Co2’)        | Locomotive pour la rampe nord du Chemin de fer du Mont-Cenis                                                                                     |       |

## Brevets
- Patent  US1311928: Driving mechanism for railway-vehicles with electric motors rigidly mounted on spring-supported frames. Angemeldet am 25. November 1916, veröffentlicht am 5. August 1919, Erfinder: Otto Tschanz.‌
- Patent  CH72442: Antriebsvorrichtung an Eisenbahnfahrzeugen mit am abgefederten Rahmen fest gelagerten Motoren. Angemeldet am 16. Mai 1916, Erfinder: Otto Tschanz.‌
- Patent  FR484430: Mécanisme moteur pour véhicules de chemins de fer, avec moteurs électriques rigidement fixés au chassis monté sur ressorts de suspension. Angemeldet am 3. Oktober 1917, Erfinder: Otto Tschanz.‌